# Iran op de Olympische Zomerspelen 1952
Iran nam deel aan de Olympische Zomerspelen 1952 in Helsinki, Finland. Nadat de vorige editie Iran de allereerste (bronzen) medaille opleverde, werd er nu voor het eerst zilver gehaald. Het totaal van 7 medailles was goed voor de 30e plaats in het medailleklassement.

## Medailleoverzicht
| Sport         | Olympiër             | Onderdeel             | Medaille |
| ------------- | -------------------- | --------------------- | -------- |
| Gewichtheffen | Mahmoud Namjoo       | -56kg (m)             | Zilver   |
| Worstelen     | Naser Givehchi       | -62kg vrije stijl (m) | Zilver   |
| Worstelen     | Gholamreza Takhti    | -79kg vrije stijl (m) | Zilver   |
| Gewichtheffen | Ali Mirzaei          | -56kg (m)             | Brons    |
| Worstelen     | Mahmoud Mollaghasemi | -52kg vrije stijl (m) | Brons    |
| Worstelen     | Jahanbakht Towfigh   | -67kg vrije stijl (m) | Brons    |
| Worstelen     | Jahanbakht Towfigh   | -73kg vrije stijl (m) | Brons    |

## Deelnemers en resultaten
(m) = mannen, (v) = vrouwen 

### Atletiek
| Olympiër         | Discipline             | Resultaat | Prestatie                |
| ---------------- | ---------------------- | --------- | ------------------------ |
| Ali Baghbanbashi | 5000m (m)              | 36e       | serie 2: 11de in 15.03,0 |
| Ali Baghbanbashi | 3000m steeplechase (m) | 17e       | serie 2: 6de in 9.13,2   |

### Boksen
| Olympiër           | Discipline  | Resultaat | Prestatie                                                                               |
| ------------------ | ----------- | --------- | --------------------------------------------------------------------------------------- |
| Fazlollah Nikkhah  | -54kg (m)   | 9e        | 1ste ronde: vrij 2de ronde: V van KOR Kang: 0-3                                         |
| Emmanuel Aghassian | -57kg (m)   | 17e       | 1ste ronde: V van RSA Leisching: 0-3                                                    |
| Petros Nazarbegian | -60kg (m)   | 9e        | 1ste ronde: vrij 2de ronde: V van FIN Pakkanen: 0-3                                     |
| Ebrahim Afsharpour | -63,5kg (m) | 17e       | 1ste ronde: V van IRL Milligan: 0-3                                                     |
| eorge Issabeg      | -67kg (m)   | 9e        | 1ste ronde: W van EGY Abdelrahman: gediskwalificeerd 2de ronde: V van NED Linneman: 1-2 |
| Ardashes Saginian  | -71kg (m)   | 17e       | 1ste ronde: V van ARG Herrera: 0-3                                                      |

### Gewichtheffen
| Olympiër                   | Discipline  | Resultaat | Prestatie                                                                              |
| -------------------------- | ----------- | --------- | -------------------------------------------------------------------------------------- |
| Ali Mirzaei                | -56kg (m)   | Brons     | drukken: 1ste met 95kg trekken: 5de met 92,5kg stoten: 7de met 112,5kg totaal: 300kg   |
| Mahmoud Namjoo             | -56kg (m)   | Zilver    | drukken: 2de met 90kg trekken: 2de met 95kg stoten: 2de met 122,5kg totaal: 307,5kg    |
| Mohsen Adl Tabatabaei      | -60kg (m)   | 8e        | drukken: 7de met 90kg trekken: 5de met 97,5kg stoten: 8ste met 120kg totaal: 307,5kg   |
| Hassan Ferdows             | -67,5kg (m) | 5e        | drukken: 6de met 102,5kg trekken: 3de met 107,5kg stoten: 5de met 135kg totaal: 345kg  |
| Jalal Mansouri             | -75kg (m)   | 8e        | drukken: 6de met 110kg trekken: 9de met 107,5kg stoten: 8ste met 140kg totaal: 357,5kg |
| Mohammad Hassan Rahnavardi | -82,5kg (m) | 4e        | drukken: 5de met 120kg trekken: 4de met 122,5kg stoten: 2de met 160kg totaal: 402,5kg  |
| Firouz Pojhan              | -90kg (m)   | 5e        | drukken: 5de met 112,5kg trekken: 5de met 120kg stoten: 4de met 155kg totaal: 387,5kg  |

### Worstelen
| Olympiër                | Discipline  | Resultaat   | Prestatie |
| Vrije stijl             | Vrije stijl | Vrije stijl | Vrije stijl |
| ----------------------- | ----------- | ----------- | --- |
| Mahmoud Mollaghasemi    | -52kg (m)   | Brons       | 1ste ronde: W van IND Das 2de ronde: W van RSA Baise 3de ronde: W van GER Weber: punten 4de ronde: W van TUR Gemici: punten 5de ronde: W van URS Sajadov: punten 6de ronde: V van JPN Kitano: punten                                                                      |
| Mohammad Mehdi Yaghoubi | -57kg (m)   | 8e          | 1ste ronde: V van URS Mamedoekov 2de ronde: W van USA Borders: punten 3de ronde: W van EGY Shehata: punten |
| Naser Givehchi          | -62kg (m)   | Zilver      | 1ste ronde: W van GBR Hall: punten 2de ronde: vrij 3de ronde: W van IND Mangave: punten 4de ronde: W van EGY Essawi: punten 5de ronde: W van JPN Tominaga: punten 6de ronde: V van TUR Sit: punten 7de ronde: vrij 8ste ronde: W van USA Henson: punten                   |
| Jahanbakht Towfigh      | -67kg (m)   | Brons       | 1ste ronde: W van HUN Gal: punten 2de ronde: W van GBR Myland 3de ronde: W van TUR Yüce: punten 4de ronde: W van GER Nettesheim: punten 5de ronde: W van URS Jaltyrjan: punten 6de ronde: V van SWE Anderberg: punten 7de ronde: vrij 8ste ronde: V van USA Evans: punten |
| Abdollah Mojtabavi      | -73kg (m)   | Brons       | 1ste ronde: W van FIN Keisala: punten 2de ronde: W van URS Rybalko: punten 3de ronde: W van AUS Scott: punten 4de ronde: W van JPN Yamazaki: punten 5de ronde: vrij 6de ronde: W van SWE berlin: punten 7de ronde: V van USA Smith: punten                                |
| Gholamreza Takhti       | -79kg (m)   | Zilver      | 1ste ronde: W van FRA Brunaud 2de ronde: W van FIN Lahti 3de ronde: W van AUS Genuth 4de ronde: W van TUR Zafer: punten 5de ronde: W van GER Gocke: punten 6de ronde: V van URS Tsimakoeridze: punten 7de ronde: W van HUN Gurics: punten                                 |
| GAbbas Zandi            | -87kg (m)   | 5e          | 1ste ronde: vrij 2de ronde: W van AUS Coote: punten 3de ronde: W van FIN Sepponen: punten 4de ronde: V van SWE Palm: punten |
| Ahmad Vafadar           | +87kg (m)   | 9e          | 1ste ronde: V van FIN Kangasniemi 2de ronde: V van TUR Atan: punten |

Argentinië · Australië · Bahama's · België · Bermuda · Birma · Brazilië · Brits-Guiana · Bulgarije · Canada · Ceylon · Chili · China · Cuba · Denemarken · Duitsland · Egypte · Filipijnen · Finland · Frankrijk · Goudkust · Griekenland · Groot-Brittannië · Guatemala · Hongarije · Hongkong · Ierland · IJsland · India · Indonesië · Iran · Israël · Italië · Jamaica · Japan · Joegoslavië · Libanon · Liechtenstein · Luxemburg · Mexico · Monaco · Nederland · Nederlandse Antillen · Nieuw-Zeeland · Nigeria · Noorwegen · Oostenrijk · Pakistan · Panama · Polen · Portugal · Puerto Rico · Roemenië · Saarland · Singapore ·  Sovjet-Unie · Spanje · Thailand · Trinidad en Tobago · Tsjecho-Slowakije · Turkije · Uruguay · Venezuela · Verenigde Staten · Vietnam · Zuid-Afrika · Zuid-Korea · Zweden · Zwitserland